# Gerhard Grandke

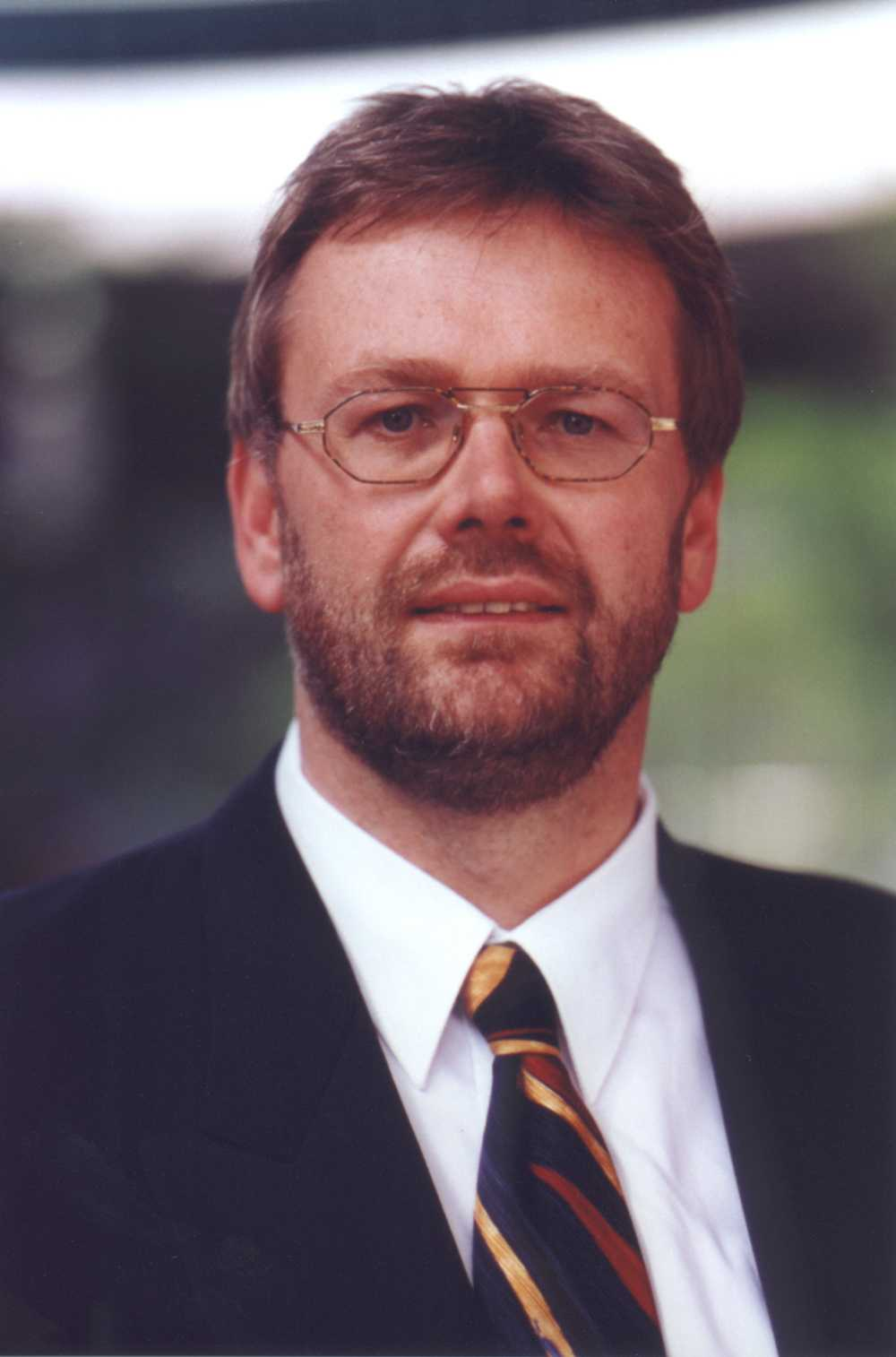
Gerhard Grandke (2006)

Gerhard Grandke (* 11. Juni 1954 in Offenbach am Main) ist ein deutscher Kommunalpolitiker der SPD. Er war von Januar 1994 bis Januar 2006 Oberbürgermeister von Offenbach am Main.

## Leben
Nach dem Abitur studierte Gerhard Grandke Soziologie, Psychologie, Pädagogik und Germanistik an der Johann Wolfgang Goethe-Universität Frankfurt am Main. In den Jahren 1981 bis 1987 war er als Dozent des DGB-Berufsbildungswerkes in Frankfurt am Main tätig. Begleitend hierzu arbeitete er an der Johann Wolfgang Goethe-Universität als wissenschaftlicher Mitarbeiter.
Mitte 1987 wechselte Grandke in die Leitung der Organisationsentwicklung des Flughafens Frankfurt, um schließlich 1989 als Unternehmensberater bei der Firma Hirzel, Leder und Partner in Frankfurt tätig zu werden. Am 17. September 1990 trat Grandke das Amt des Stadtkämmerers in Offenbach am Main an. 1993 wurde er zum Oberbürgermeister gewählt. Nach Auslauf seiner Amtszeit als direkt gewählter Oberbürgermeister der Stadt Offenbach am Main am 21. Januar 2006 und Übergabe der Amtskette an seinen Nachfolger Horst Schneider übernahm Grandke am 1. Februar 2006 die Tätigkeit des Geschäftsführers der OFB Projektentwicklung GmbH, einer Tochtergesellschaft der Helaba Landesbank Hessen-Thüringen. Vom März 2009 bis zum Dezember 2021 war er geschäftsführender Präsident des Sparkassen- und Giroverbands Hessen-Thüringen.
Einer ihm im Sommer 2006 angetragenen Kandidatur für das Amt des Ministerpräsidenten bei der Landtagswahl in Hessen 2008 erteilte er eine Absage.
Grandke ist verheiratet und hat zwei Kinder.

## Mitgliedschaften
Gerhard Grandke ist seit dem 1. März 2009 Mitglied des Verwaltungsrates der DekaBank Deutsche Girozentrale. Er ist Aufsichtsratsmitglied der OFB Projektentwicklung GmbH, einer Tochter der Landesbank Hessen-Thüringen.

## Schriften
- Zs. mit Klaus Haefner, Gertrud Höhler, Andre Papmehl und Artur Wollert: Wird Arbeit zum Luxus? Wege aus der Arbeitslosigkeit. Sauer, Heidelberg, ISBN 978-3-7938-7129-3
- Zs. mit Rainer Erd, Dieter Steinkamp, Brigitte Hewel: Verwaltung reformieren. Öffentlich-private Partnerschaften. Managementbeispiele aus der Praxis. Fachhochschulverlag Frankfurt a. M., ISBN 978-3-931297-01-5